# Павло Домінік Геппнер
Павло Домінік Геппнер — (лат. Paulus Dominucus Heppnerабо Hepner) — львівський міщанин. Міський лавник (1693—1694), райця (1694—1709) та бурмистр (1696, 1700). Міський синдик (1685), писар лави (1686—1693) та війт Львова (1707).

Укладач “Золотої книги” привілеїв міста Львова. (лат. Privilegia civitatis sacrae regiae maiestatis Leopoliensis) - важливого джерела з історії давнього Львова.